# Magic in the Moonlight
Magic in the Moonlight ―Magia a la luz de la luna, en español― es una película de comedia romántica de 2014 escrita y dirigida por Woody Allen, protagonizada por Emma Stone, Colin Firth, Marcia Gay Harden, Jacki Weaver, Simon McBurney y Ute Lemper, y ambientada en Francia en el año 1928, durante la época dorada del jazz.

## Argumento
Cuenta la historia de un hombre nihilista, cínico y racional (Colin Firth) que, aunque se dedica a la magia, también se dedica a desenmascarar a quienes se hacen pasar por médiums; pretende demostrar que no hay nada de mágico en ello, que no existen Dios ni el más allá, que todo es racional... y, sin embargo, sucumbe frente al pensamiento mágico al conocer a una médium (Emma Stone) que le demuestra que hay algo más en el mundo que ni la ciencia ni él pueden entender: el amor.

## Reparto
- Emma Stone, como Sophie Baker.
- Colin Firth, como Stanley Crawford.
- Hamish Linklater, como Brice.
- Marcia Gay Harden, como Mrs. Baker.
- Jacki Weaver, como Grace.
- Erica Leerhsen, como Caroline.
- Eileen Atkins, como la tía Vanessa.
- Simon McBurney, como el mago Howard Burkan.
- Lionel Abelanski, como el doctor.
- Natasha Andrews
- Kenneth Edelson
- Antonia Clarke
- Ute Lemper, como ella misma.
- Jeremy Shamos
- French Singer

## Producción
En abril de 2013 los actores Colin Firth y Emma Stone se unieron al elenco de la cinta como protagonistas; meses después fueron confirmados Jacki Weaver, Marcia Gay Harden y Hamish Linklater. Partes de la cinta se rodaron en Niza, Francia. El título definitivo de la película fue anunciado por Woody Allen en octubre de 2013.
Sony Pictures Classics adquirió los derechos de distribución para Norteamérica; se estrenó en julio de 2014 en 17 cines de Estados Unidos.

## Recepción
La cinta tuvo críticas variadas. RottenTomatoes la calificó con un porcentaje de 52% de aceptación. El sitio Metacritic también mantuvo una calificación baja con 54/100.